# Torymus atheatus
Torymus atheatus är en stekelart som beskrevs av Grissell 1976. Torymus atheatus ingår i släktet Torymus och familjen gallglanssteklar. Inga underarter finns listade i Catalogue of Life.